# Phrynobatrachus hylaios
Phrynobatrachus hylaios är en groddjursart som beskrevs av Perret 1959. Phrynobatrachus hylaios ingår i släktet Phrynobatrachus och familjen Phrynobatrachidae. IUCN kategoriserar arten globalt som livskraftig. Inga underarter finns listade i Catalogue of Life.